# Bosniendeutsche
Als Bosniendeutsche wird die jüngste Siedlergruppe unter den Deutschen in Jugoslawien bezeichnet. Sie ließen sich ab 1879 in Bosnien und in der Herzegowina nieder.
Im Zweiten Weltkrieg kam es wegen zunehmender Partisanenüberfälle auf die abgelegenen deutschen Streusiedlungen erst zu Flucht und „Evakuierung“ nach Syrmien, dann zur „Umsiedlung“ großer Teile der etwa 20.000 Bosniendeutschen in den Warthegau. Einige Orte in Bosnien wurden bis September 1944 gehalten, ihre Einwohner wurden mit der Einnahme der Orte vertrieben. Bei Kriegsende waren die Bosniendeutschen über ganz Deutschland und Österreich verteilt; jene, die nach Bosnien zurückkehrten, wurden in Lagern inhaftiert. Die Zahl der Deutschen in Bosnien ist heute verschwindend gering.

## Geschichte

### Ansiedlung ab 1879 und Entwicklung bis 1941

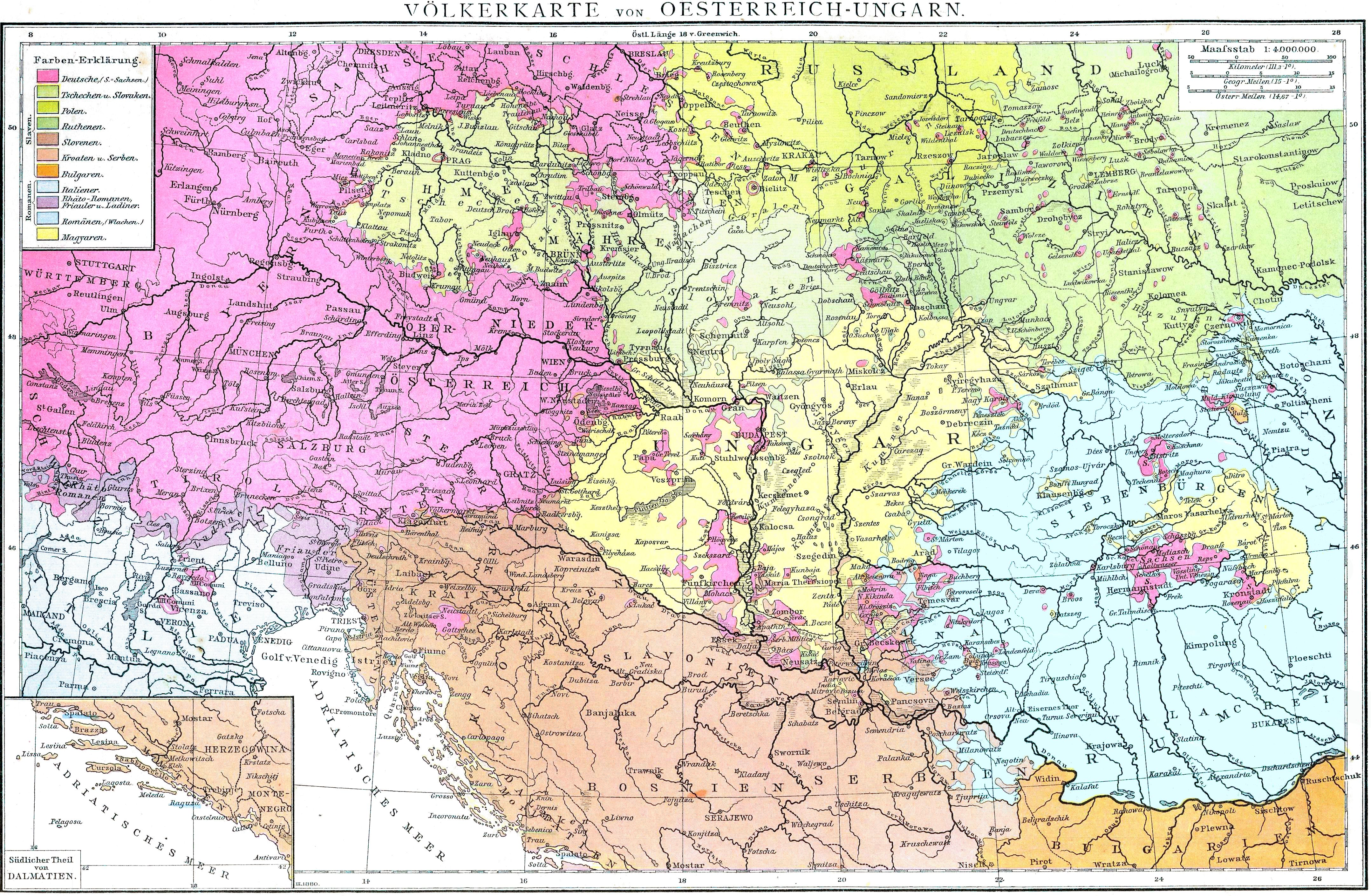
Sprachgruppen in Österreich-Ungarn 1910.

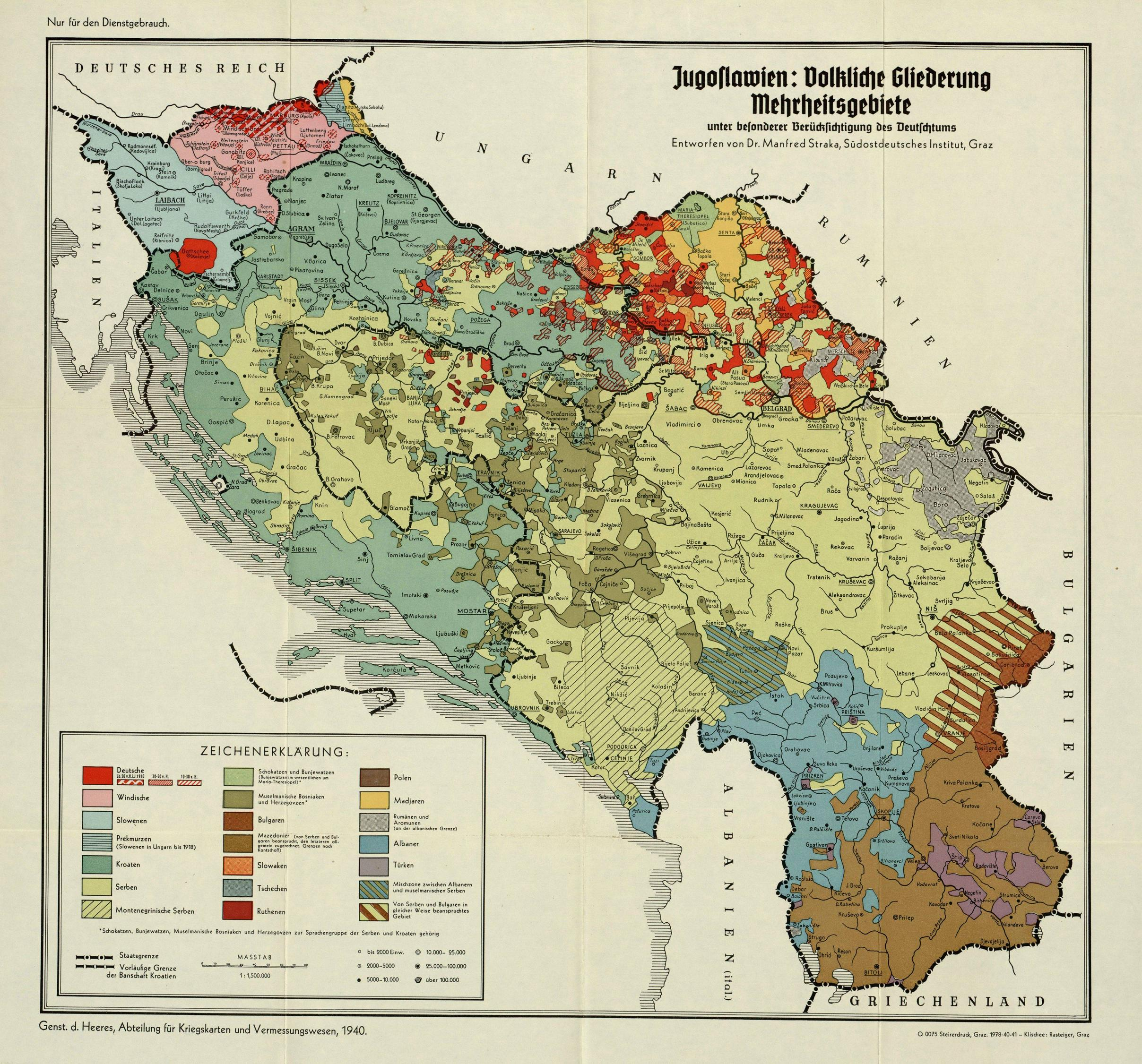
Ethnische Verteilung in Jugoslawien 1940.

Der Berliner Kongress sprach Österreich-Ungarn die Provinzen Bosnien und Herzegowina zur Verwaltung zu, die formell im Osmanischen Reich verblieben. Die Habsburgermonarchie besetzte diese Landstriche in ihrem Okkupationsfeldzug von 1878. Die Provinzen wurden weitgehend dünn besiedelt vorgefunden.
Zwischen 1879 und 1900 wanderten unter sehr verschiedenen Bedingungen „Kolonisten“ in die Region ein; eine Mischung aus Soldaten, Beamten, Experten und Bauern. Die ersten Siedler waren katholischer Konfession und stammten aus Nordwestdeutschland. Sie kauften ab 1879 bei Banja Luka Grundstücke und gründeten die Ortschaft Windthorst (heute Nova Topola). Donauschwaben evangelischer Konfession aus der Vojvodina erwarben Land in Franz-Josefsfeld bei Bijelina. Russlanddeutsche, deren Möglichkeiten zum Landerwerb im Russischen Kaiserreich eingeschränkt waren, kamen an und erhielten in Vranovac und Prosora (bei Dubica) Wald- und Ödland zur Pacht. Ab 1892 warb die Monarchie mit günstigen Konditionen gezielt um die Verpachtung ungenutzter Grundstücke aus öffentlichem Besitz. Etwa 10.000 Polen und 7000 Ukrainer nahmen das Angebot an. Mit ihnen wanderten Deutsche aus unter anderem Galizien und Kroatien (zum Beispiel nach Glogovac, deutsch Schutzberg) sowie Holländer, Italiener und Tschechen ein. Die vorherrschende Art der Siedlung war die Streusiedlung.
Österreich-Ungarn annektierte Bosnien und Herzegowina formell im Jahr 1908, wonach sich die Lage der Deutschen zu verschlechtern drohte. Einige der Einwanderer gingen zurück, andere zogen weiter, in Industriegebiete, nach Nordamerika, Brasilien oder nach Ostdeutschland. 1910 wurden in Bosnien 22.968 Menschen mit deutscher Muttersprache gezählt, von denen 8000 in etwa 20 mehrheitlich evangelisch geprägten Dörfern lebten. 5246 Personen mit deutscher Muttersprache hatten sich bis 1910 in Sarajevo niedergelassen, was etwa 10 Prozent der Bevölkerung der Stadt entsprach.
Eine mitunter feindselige Haltung der einheimischen serbischen Bevölkerung, auch mit Vertreibungsdrohungen, reichte zurück bis in die Zeit vor dem Ersten Weltkrieg. Als 1918 das Königreich der Serben, Kroaten und Slowenen auch in Bosnien die Habsburgermonarchie ablöste, mussten die beiden deutschen Zeitungen Bosnische Post und das Sarajevoer Tagblatt ihr Erscheinen einstellten, nur wenige größere Kolonien behielten ihre deutschen Schulen. Ein großer Teil der deutschsprachigen Elite verließ die Städte Bosniens oder „kroatisierte“ sich, besonders die Katholiken. Insgesamt verließ etwa ein Drittel der Deutschen das Land, vor allem Militärs und Beamte. Die weit verbreitete Arbeitsmigration, die ab den 1930er Jahren bevorzugt das Deutsche Reich zum Ziel hatte, war durch strukturelle Armut in einigen deutschen Siedlungen bedingt (die Deutschen in Bosnien-Herzegowina waren wesentlich ärmer als jene in Slowenien, Kroatien oder dem Banat), die sich durch Wirtschaftskrisen und Umwelteinflüsse noch akut verschärft hatte. Zudem verstärkte die mehrheitlich evangelische Konfession die Distanz der Bosniendeutschen zur einheimischen serbisch-orthodoxen Bevölkerung, während sich ihre Bindungen nach Deutschland vertieften. Eine „Umsiedlung“ war bereits vor 1941 verschiedentlich in Erwägung gezogen worden.

### Zweiter Weltkrieg bis zur Gegenwart

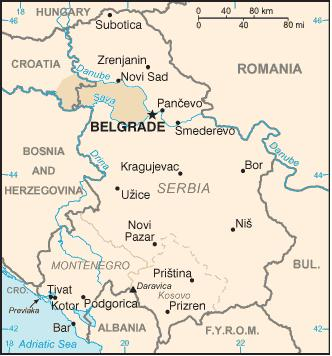
Die historische Landschaft Syrmien in den heutigen Staatsgrenzen

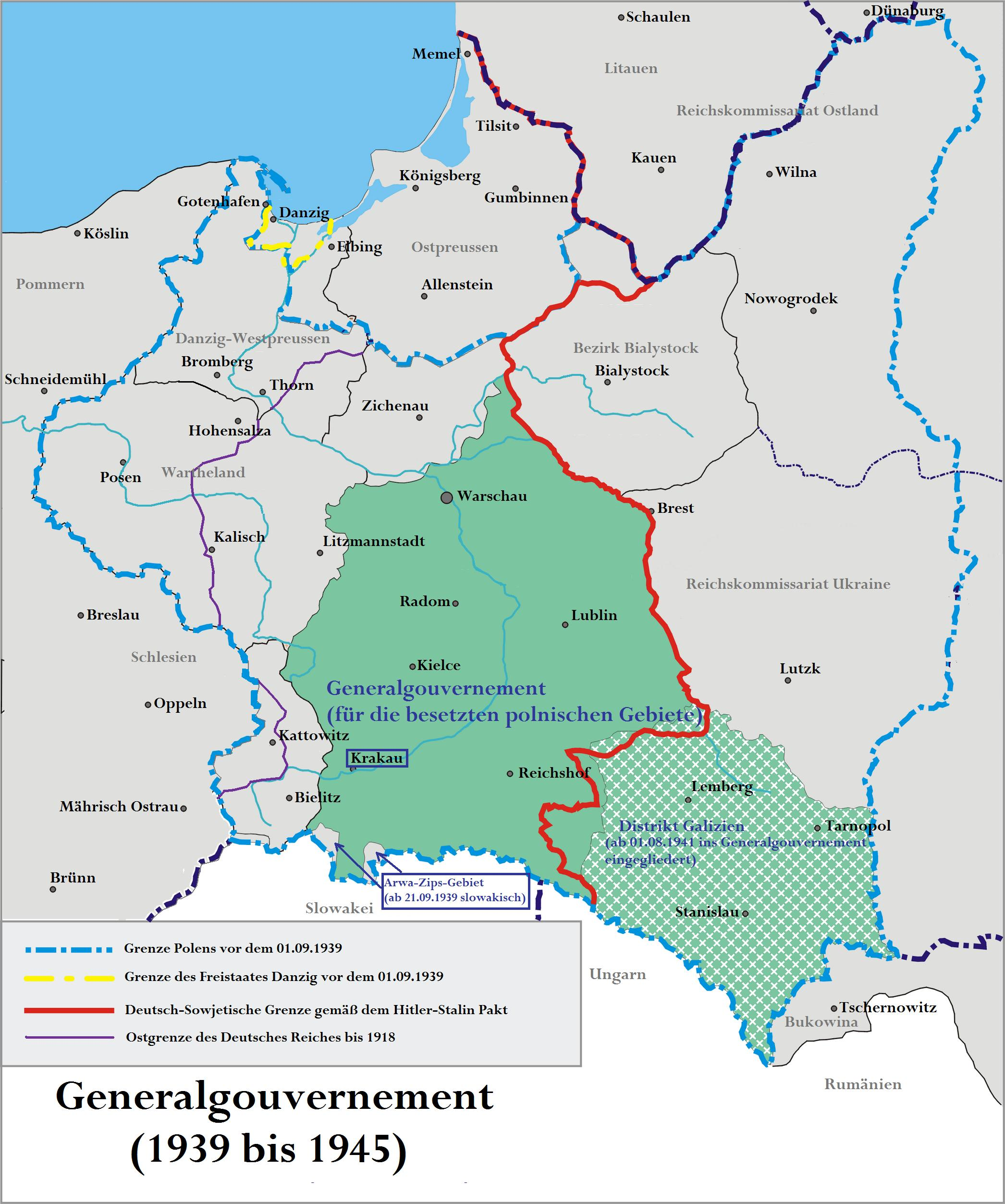
Karte des Generalgouvernements mit den Distrikten Lublin, Radom und Galizien

Nach dem Balkanfeldzug (1941) unter reichsdeutscher Führung und der Bildung des Unabhängigen Staat Kroatien, zu dem Bosnien nun gehörte, entwickelte sich hier bald ein Hauptschauplatz des Partisanenkrieges, dessen Gewaltdynamik sich mehr und mehr auch gegen die Dörfer der etwa 20.000 Bosniendeutschen richtete. Sehr bald nach ersten Serbenverfolgungen durch die Ustascha und dem Beginn des serbischen Aufstandes in Bosnien setzte in einigen Orten die Flucht bzw. die Evakuierung der deutschstämmigen Bevölkerung ein. In welche Richtung oder unter welchen Umständen eine Auswanderung in Frage kam, war lange unklar, improvisierte Neuansiedlungspläne lösten einander immer wieder ab. Nach den Plänen der „Deutschen Volksgruppe“, die aus dem Schwäbisch-Deutschen Kulturbund unter „Volksgruppenführer“ Branimir Altgayer entstanden war, und der Volksdeutschen Mittelstelle (VoMi), sollten volksdeutsche Flüchtlinge in Ost-Syrmien auf Grundstücken von Serben gezielt und dauerhaft angesiedelt werden. Die Vorhaben scheiterten, da sich das Gebiet im Sommer 1942 immer mehr zum Schauplatz heftiger Kämpfe entwickelte.
Vom 6. Oktober bis zum 22. November 1942 wurden wegen zunehmender Partisanenüberfälle auf die abgelegenen deutschen Streusiedlungen südlich der Save 18.360 Bosniendeutsche aus diesen Gebieten in von der VoMi geführte Sammellager nach Łódź (damals Litzmannstadt) im Warthegau „durchgeschleust“. Nach den Plänen Heinrich Himmlers, hier in der Funktion des Reichskommissars für die Festigung deutschen Volkstums, sollten sie im Rahmen der Aktion Zamość – ein Pilotprojekt des Generalplans Ost – in den Distrikt Lublin umgesiedelt werden, aber auch in die Distrikte Galizien und Radom, wo sie die Häuser vertriebener Polen erhalten sollten. Das in Łódź folgende, „Durchschleusung“ genannte Verfahren diente der Klassifizierung im Hinblick auf die Vergabe der deutschen Staatsangehörigkeit sowie eine mögliche Ansiedlung im Osten oder der Krain. Die „Schleusung“ erfolgte nach „Herden“. Neben der Staatsangehörigkeitsstelle, die nach politischen (gemäß dem Urteil eines „Volkstumssachverständigen“) sowie abstammungsmäßigen Kriterien entschied, wurden auch (erb-)gesundheitliche, soziale („Leistungsgutachten“) sowie rassische (in vier „Wertungstufen“) Gesichtspunkte herangezogen. Der Ansiedlungsplan scheiterte jedoch am polnischen Widerstand, sodass der Aufenthalt in einem von neun Umsiedlungslagern für viele eine ausgedehnte Zwischenstation blieb. Hier dienten sie der deutschen Rüstungsindustrie als Arbeitsreserve. Kleine Gruppen wurden noch im Elsass, Lothringen und Luxemburg angesiedelt.
Einige Orte in Bosnien wie Windthorst (Nova Topola), Rudolfstal (Alexandrovac) und Trošelje mit etwa 1000 Einwohnern waren von der Umsiedlung 1942 ausgenommen und wurden bis September 1944 gehalten. Als aber die Partisanen zum Sturm ansetzten, vertrieben sie die verbliebenen Bewohner, von denen viele mit Pferdewagen oder mit der Bahn zu Auffanglagern in Sachsen und Schlesien, nach Wien und Bruck an der Leitha, ins Emsland, nach Bayern (Simbach, Altötting), Tirol und anderswo fliehen konnten.
Beim Vorrücken der Roten Armee auf die Ansiedlungsorte in Polen 1944/45 flüchteten fast alle Bosniendeutschen in das Gebiet des „Altreiches“. Dort verstreut gingen sie in der Nachkriegszeit in der Bevölkerung Deutschlands und Österreichs auf.
Die wenigen Bosniendeutschen, die zu ihren ehemaligen Besitzungen zurückkehren wollten und dabei jugoslawisches Territorium erreichten, wurden in Internierungslager verfrachtet und zu Zwangsarbeit herangezogen. Viele von ihnen überlebten die Internierungen nicht; die meisten der wenigen Überlebenden wanderten in den 1950er Jahren aus Jugoslawien aus.
In den früheren „Kolonien“ leben heute kaum noch Deutsche; die ehemaligen evangelischen Orte mit verfallenen Kirchen und überwucherten Gräbern sind heute meist lost places. Gelegentlich trifft man in den Städten noch auf Frauen aus „Mischehen“, die nach 1945 in Jugoslawien verblieben waren. Katholisch geprägte Orte ermöglichten dem sozialen Raum mehr Kontinuität, jedoch ist die Zahl der Deutschstämmigen auch hier verschwindend gering. Die Kirchen in Rudolfstal, Schutzberg, und Zavidovići sind zerstört. Erhalten ist die Kirche in Franz-Josefsfeld, die seit 2014 als Kulturdenkmal geschützt ist.